# Частка покриття витрат від оплати проїзду
Частка покриття операційних витрат від оплати проїзду (також звана часткою окупності витрат на перевезення, коефіцієнтом окупності проїзду або іншими термінами) системи пасажирських перевезень — це частка операційних витрат, яка покривається за рахунок оплати проїзду пасажирами громадського транспорту. Вона обчислюється шляхом ділення загального доходу системи від оплати проїзду пасажирами на її загальні операційні витрати.

## Фінансування громадського транспорту
Громадський транспорт у більшості міст світу не є і не має бути прибутковим. Він навіть може не бути беззбитковим, що також нормально. На відміну від моторизованого приватного транспорту (автомобіля), громадський транспорт приносить значну користь як тим, хто ним користується, так і тим, хто ним не користується. 
Коли хтось вирішує скористатися поїздом чи автобусом, а не автомобілем, він звільняє дорожній простір, зменшуючи затори та збільшуючи кількість місць для паркування для тих, хто не може або не хоче користуватися громадським транспортом. Люди, які користуються громадським транспортом, також стають частиною системи, яка створює набагато менше забруднення і викидів, що впливають на зміну клімату, на одну людину. Вони радикально знижують ймовірність чергової смерті на дорозі. Вони допомагають зробити життєздатним вид транспорту, який є набагато доступнішим і справедливішим, ніж приватний транспорт.
Громадський транспорт не завжди перебував у державній власності або під державним управлінням. У його ранніх формах — кінний омнібус на початку 19 століття, потім кінні трамваї на рейках, а на початку 20 століття — транспорт з двигунами — приватний бізнес жорстко конкурував за маршрути, послуги та ціни. Ця конкуренція підтримувала послуги на мінімально прибутковому рівні, але водночас доступними. Така ситуація з громадським транспортом залишається й донині у більшості країн світу, економіка яких не може утримувати якісний громадський транспорт як публічну послугу гарантовану (оплачену з бюджету) державою.
Громадський транспорт — це суспільне благо. Це єдиний спосіб, у який міста можуть досягти високої щільності населення та переміщувати людей і товари з місця на місце. Замість того, щоб розглядати громадський транспорт як ще одну схему державних витрат, слід сприймати його як інструмент, який дозволяє людям різного віку, здібностей та соціально-економічного походження отримати доступ до роботи, послуг, покупок, соціалізації та відпочинку. Доступний громадський транспорт — це не розкіш і не зобов'язання, а основне право людини.
Чинники, які, як правило, ставлять під загрозу прибутковість, є такими:
- Величезні фіксовані витрати (оплата праці, пальне, запчастини) та одноразові змінні витрати
- Політичні міркування (популярність) при встановленні тарифів на проїзд
- Конкуренція з боку автотранспорту, особливо на ділянках або сегментах маршрутів, де рівень завантаженості доріг низький
- Ухилення від сплати за проїзд у системах, які не повністю "застраховані" від цього (наприклад, турнікети на всіх зупинках або контроль на борту).

Втрати часто зменшуються завдяки:
- Оператор/власник бере участь у розвитку власності або має доступ до доходів чи податків, отриманих від збільшення вартості власності
- Реклама
- Продаж потужностей для спеціальних подій спортивним організаціям, музичним фестивалям і т.д. або прокату транспорту.
- Інноваційні способи продажу маржинальної пропускної здатності. Все, що зменшує кількість порожніх або простоюючих транспортних засобів, а також надмірну оплату праці екіпажу за позмінну роботу.

Нетипово, щоб "плата за проїзд" покривала витрати або сприяла зменшенню вартості капіталу; але також нетипово, щоб оператор покладався винятково на неї. Наприклад, маршрут автобуса може коштувати суспільству чималу суму за здійснення двох рейсів на день, але якщо автобус можна використовувати протягом всього дня, поза годинами пік, це може покрити фіксовані витрати на утримання, адже створюється пропозиція для інших, потенційно нових пасажирів.

## Структура тарифів на проїзд
Існує два типи структур тарифів: проста, фіксована структура тарифу (сплата фіксованого тарифу незалежно від часу доби та/або відстані поїздки) або складна, змінна структура тарифу (сплата змінного тарифу залежно від часу доби та/або відстані поїздки). Змінна структура тарифів, як правило, пов'язана з вищим коефіцієнтом окупності, хоча може бути так, що такі системи впроваджуються лише на більш прибуткових мережах або видах транспорту, як, наприклад, приміський залізничний транспорт. Змінні тарифи вимагають більших початкових інвестицій в технології продажу квитків, як-от використання безконтактних смарт-карт, турнікетів для оплати проїзду, автоматизованих квиткових автоматів, а також в ІТ-інфраструктуру.

## Співвідношення частки покриття витрат від оплати проїзду в різних країнах світу
Частка покриття витрат від оплати проїзду — це відношення доходу від оплати проїзду до загальних транспортних витрат для певної системи. Ці два показники можна знайти у фінансових звітах операторів. Часто оператор керує кількома видами транспорту (наприклад, метро та автобусами), і немає даних по окремих видах транспорту (сегментний аналіз). У цьому випадку оператор розглядається як одна система, або група видів транспорту разом розглядається як одна система.
Доходи від оплати проїзду не тотожні "транспортним" або "операційним" доходам, оскільки часто існують вторинні джерела доходів, такі як камери схову та платні туалети, а також доходи від реклами. Доходи від оплати проїзду є підгрупою транспортних доходів, які, відповідно, є частиною загальних доходів разом з "нетранспортними" або "неопераційними" доходами.
Загальні "транспортні" або "операційні" витрати є частиною загальних витрат разом з "нетранспортними" або "неопераційними" витратами. Загальні транспортні витрати можуть включати проекти розширення, якщо вони оплачуються оператором.
Зверніть увагу, що "операційний коефіцієнт" ( японською: 営業係数 корейською: 영업계수), який зазвичай публікується деякими азійськими системами, відрізняється від частки покриття витрат від оплати проїзду навіть після інвертування числа для перетворення витрат на одиницю доходу в дохід на одиницю витрат, оскільки цей показник включає весь операційний дохід, а не тільки дохід від оплати проїзду.

## Європа
| Країна          | Місто     | Система або організатор перевезень                                     | Частка від пасажирів | Структура тарифу               | Рік  |
| --------------- | --------- | ---------------------------------------------------------------------- | -------------------- | ------------------------------ | ---- |
| Велика Британія | Лондон    | Лондонський метрополітен                                               | 134%                 | Зональний тариф                | 2018 |
| Нідерланди      | Амстердам | Gemeentelijk Vervoerbedrijf (GVB)                                      | 105%                 | Тарифи на відстань             | 2022 |
| Польща          | Варшава   | Zarząd Transportu Miejskiego w Warszawie (ZTM)                         | 26%                  | Зональний тариф                | 2022 |
| Польща          | Вроцлав   | MPK Wroclaw                                                            | 31%                  | Зональний тариф                | 2022 |
| Польща          | Гданськ   | Zarządu Transportu Miejskiego w Gdańsku (ZTM) / MZKZG                  | 31%                  | Зональний тариф / комбінований | 2022 |
| Польща          | Краків    | Zarząd Transportu Publicznego w Krakowie (ZTP)                         | 43%                  | Зональний тариф                | 2023 |
| Україна         | Вінниця   | КП "Вінницька транспортна компанія"                                    | 41,6%                | Фіксований тариф               | 2019 |
| Україна         | Київ      | КП "Київпастранс" (наземний комунальний транспорт)                     | 29,8%                | Фіксований тариф               | 2019 |
| Україна         | Львів     | КП "Львівелектротранс"                                                 | 33%                  | Фіксований тариф               | 2022 |
| Україна         | Львів     | Львівське комунальне "АТП №1"                                          | 79%                  | Фіксований тариф               | 2022 |
| Україна         | Одеса     | КП "Одесміськелектротранс"                                             | 36,3%                | Фіксований тариф               | 2019 |
| Чехія           | Прага     | Pražská integrovaná doprava (PID) / Dopravní podnik hl. m. Prahy (DPP) | 21,5%                | Зональний тариф                | 2022 |
| Швеція          | Стокгольм | Storstockholms Lokaltrafik                                             | 46%                  | Фіксований тариф               | 2022 |